# Сюртэ
Сюртэ (укр. Сюрте, венг. Szürte, словац. Surty) (русин. Сюрте) — село в Ужгородском районе Закарпатской области Украины. Административный центр Сюртэнской сельской общины.
Население по переписи 2001 года составляло 1898 человек. Почтовый индекс — 89432. Телефонный код — 312. Занимает площадь 1,85 км².

## История
В 1946 году указом ПВС УССР село Сюртэ переименовано в Струмковку.
В 1995 году селу возвращено историческое название.
До июля 1945 года село не было частью чехословацкой Подкарпатской Руси, а принадлежало словацкому округу Кралёвски Хлмец.